# Barberaz
Barberaz – miejscowość i gmina we Francji, w regionie Owernia-Rodan-Alpy, w departamencie Sabaudia.
Według danych na rok 1990 gminę zamieszkiwało 4195 osób, a gęstość zaludnienia wynosiła 1107 osób/km² (wśród 2880 gmin regionu Rodan-Alpy Barberaz plasuje się na 204. miejscu pod względem liczby ludności, natomiast pod względem powierzchni na miejscu 1599.).